# 작전여자고등학교
작전여자고등학교(鵲田女子高等學校)는 대한민국 인천광역시 계양구 작전동에 있는 공립 고등학교이다.

## 학교 연혁
- 2004년 1월 5일 : 학교설립 인가
- 2004년 3월 1일 : 작전여자고등학교 개교
- 2004년 3월 1일 : 김윤홍 초대 교장 취임
- 2004년 3월 4일 : 제1회 입학식 [11학급 416명]
- 2007년 2월 13일 : 제1회 졸업식 [11학급 411명 졸업]
- 2021년 9월 1일 : 제6대 정순희 교장 취임
- 2024년 1월 30일 : 제18회 졸업식 [7학급 176명]
- 2024년 3월 4일 : 제21회 입학식 [7학급 186명]

## 참고 자료
- 작전여자고등학교 - 한국교육학술정보원 학교알리미